# 井筒屋忠左衛門
井筒屋 忠左衛門（いづつや ちゅうざえもん、生没年不詳）とは江戸時代の江戸の地本問屋。

## 来歴
清水堂と号す。元禄から宝暦年間に江戸の芝神明前横町において地本問屋を営業している。奥村利信、鳥居清倍、2代目鳥居清信、宮川富信、西村重信、鳥居清経の丹絵、漆絵、紅摺絵を出版している。

## 作品
- 奥村利信 「四世市村竹之丞の鬼王と坂田半五郎の又五郎」 細判 丹絵 享保9年（1724年）正月市村座『嫁入伊豆日記』に取材
- 奥村利信 「市川団十郎 藤村半兵衛」
- 鳥居清倍 「上るり御せん 滝中秀松 うしわか 佐野川市松」 細判 漆絵 寛保2年（1742年）夏中村座『院宣十二段』に取材
- 2代目鳥居清信 「（初世）沢村宗十良のばん左衛門と姉川千代三のかつらき」 細判 漆絵 元文1年（1736年）‐元文2年（1737年）
- 宮川富信 「中村松江の傾城みちのく」 細判 紅摺絵 宝暦初期
- 西村重信 「瀬川菊之丞」
- 鳥居清経 「二世坂東彦三郎の工藤かないし丸」